# 교열
교열(校閲)이란 문서나 원고를 읽으면서 잘못되거나 어색한 곳을 고쳐나가는 작업을 뜻한다. 검열과는 다르다.
가독성과 적합성을 개선하고 텍스트에 문법적 및 사실적 오류가 없는지 확인하기 위해 서면 자료(복사본)를 수정하는 과정이다. 시카고 매뉴얼 오브 스타일(Chicago Manual of Style)은 원고 편집이 "문장 수준의 개입(선 또는 문체, 편집)을 통해 문학적 스타일과 명확성, 무질서한 구절, 헐렁한 산문, 뒤죽박죽된 표 및 그림 등(실질적 편집)"을 참조한다. 인쇄 출판의 맥락에서 교열은 조판 전에 수행되고 교정 전에 다시 수행된다. 전통적인 책 및 저널 출판 이외의 용어 교열은 더 광범위하게 사용되며 때로는 교정이라고도 한다. 편집에는 때때로 추가 작업이 포함된다.
교열 담당자(카피 에디터)는 일반적으로 어색한 구절을 매끄럽게 하기 위해 간단한 수정을 할 것으로 기대되지만 텍스트를 한 줄씩 다시 작성할 수 있는 라이선스가 없으며 저자를 대신하여 자료를 준비하지도 않는다. 다른 사람의 이름으로 게시할 독창적인 콘텐츠를 만드는 것을 대필이라고 한다. 또한 편집자는 구조적 및 조직적 문제를 문의해야 하지만 이러한 문제를 해결할 것으로는 기대되지 않는다. 또한 교열 담당자는 일반적으로 저자가 출판 가능한 원고로 아이디어를 개발하도록 돕고, 초안을 점검하고, 주제 범위의 격차를 식별하고, 콘텐츠의 보다 효과적인 커뮤니케이션을 위한 전략을 고안하고, 기능을 만드는 개발 편집에 관여하지 않는다. 최종 제품을 향상시키고 시장에서 경쟁력을 높일 수 있다.
미국과 캐나다에서는 이런 일을 하는 편집자를 카피에디터라고 부른다. 조직의 최고 순위 편집자 또는 편집자 그룹의 감독 편집자는 편집장 또는 뉴스 편집자로 알려져 있다. 영국에서는 카피 에디터라는 용어를 사용하지만 신문 및 잡지 출판에서는 서브에디터(subeditor)라는 용어를 사용하며 일반적으로 서브(sub)로 줄인다. 인터넷 맥락에서 온라인 사본은 웹 페이지의 텍스트 콘텐츠를 의미한다. 인쇄와 유사하게 온라인 사본 편집은 출판을 위해 웹 페이지의 원본 또는 초안 텍스트를 수정하고 준비하는 과정이다.
교열에는 가벼움, 중간, 무거움의 세 가지 수준이 있다. 출판의 예산과 일정에 따라 발행인은 교열자에게 어떤 수준의 편집을 적용할지 알려준다. 선택한 편집 유형은 교열자가 작업의 우선 순위를 지정하는 데 도움이 된다.
교열에는 기계적 편집과 실질적인 편집이 있다. 기계 편집은 문서를 편집 또는 하우스 스타일에 맞추는 과정으로, 모든 콘텐츠에서 선호하는 스타일과 출판의 문법 규칙을 일관되게 유지한다. 실질적인 편집이라고도 하는 콘텐츠 편집은 내부 일관성을 보장하기 위해 구조 및 조직을 포함하여 자료를 편집하는 것이다.